# Giambettino Cignaroli

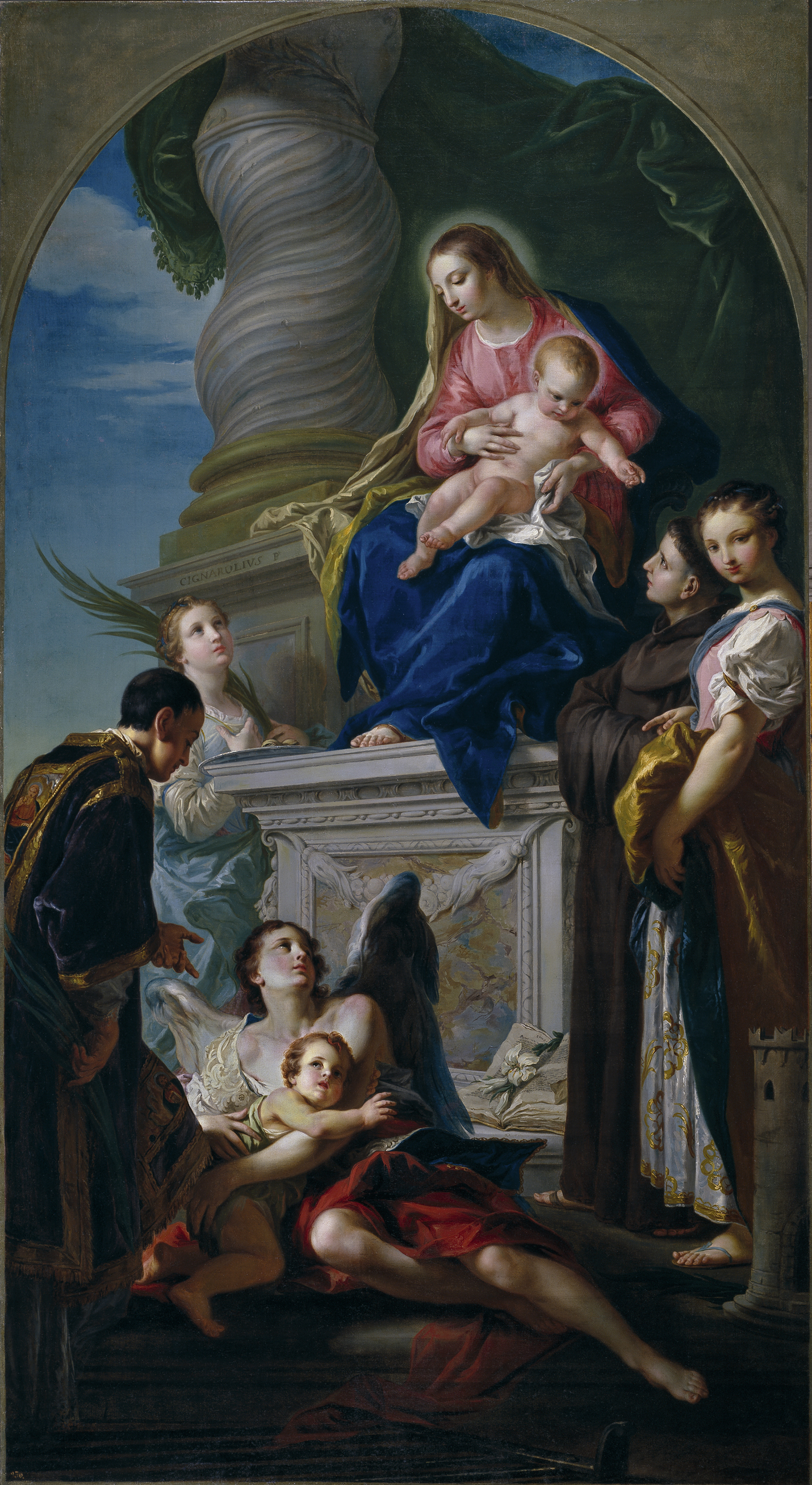
La Virgen con el Niño y varios santos (Santos Lorenzo, Lucía, Bárbara, Antonio y el Ángel custodio), óleo sobre lienzo, 317,5 x 173 cm, Madrid, Museo del Prado.

Giambettino Cignaroli (Verona, 1706-1770) fue un pintor barroco italiano de estilo rococó.
De familia de artistas, tras estudiar retórica con los jesuitas se interesó por la pintura, que estudió en el taller de Sante Prunati. Con él permaneció hasta su muerte, en 1728, cuando Cignaroli abrió su propio taller. Frecuentó luego a Antonio Balestra en unión de Pietro Antonio Rotari, poco más joven, con quien se volvió a encontrar en Venecia, a donde viajó en 1735 para trabajar al fresco en la casa Labia. Allí pudo conocer la obra de los grandes maestros de la escuela veneciana del cinquecento, atraído especialmente por Veronés. Recibió también la influencia de Sebastiano Ricci y Giovanni Battista Piazzetta, con quienes avanzó en la estética rococó sin abandonar el equilibrio compositivo. En 1738 retornó a Verona donde desarrolló una intensa actividad como pintor y como teórico de arte, además de escribir alguna poesía y promover la creación de la Academia de Bellas Artes, fundada en diciembre de 1764, de la que fue nombrado director perpetuo.
Reclamado por sus mecenas, tanto eclesiásticos como laicos, viajó y trabajó en Parma, Vicenza, Turín y otras ciudades y, aunque nunca salió de Italia, recibió encargos de otras cortes europeas, principalmente de Madrid y de Viena, a donde fue invitado a desplazarse. Entre sus clientes figuró el conde Karl von Firmian, gobernador de la Lombardía austriaca, para quien pintó dos óleos de gusto neoclásico: La muerte de Sócrates y La muerte de Catón (Museo de Bellas Artes de Budapest).
Por encargo de Isabel de Farnesio pintó en 1759 La Virgen y el Niño Jesús con santos, óleo destinado probablemente al altar de la capilla del Palacio Real de Riofrío que ella misma había mandado construir al salir desterrada de la corte tras la subida al trono de su hijastro Fernando VI. En 1782 pasó al Real Sitio de la Granja de San Ildefonso y más tarde al Museo del Prado. A este lienzo, citado como «S. Lorenzo, s. Bárbara, s. Antonio, ec», alude sin embargo Ippolito Bevilacqua en su bien informada biografía de Cignaroli como «la bella tavola di S. Ildefonso», pintada por encargo de Isabel de Farnesio, duquesa de Parma, «per la Cappella dello stesso nome in Madrid». Por él consta que también para Madrid, donde el pintor era muy apreciado, había pintado una Sagrada Familia con destino a la iglesia nueva de las salesas, donde aún se conserva, y una Concepción de la Virgen María, propiedad de Francesco María Pico della Mirandola, conde de la Mirandola.